# Молдаван Григорій Михайлович
Григорій Михайлович Молдава́н (нар. 13 жовтня 1930, Волоський — пом. 17 вересня 2018, Київ) — український скульптор; член Спілки радянських художників України з 1960 року. Чоловік скульпторки Олени Молдаван-Фоменко.

## Біографія
Народився 13 жовтня 1930 року в селі Волоському (нині Дніпровський район Дніпропетровської області, Україна). 1950 року закінчив Ворошиловградське художнє училище, де навчався у Віктора Мухіна, Василя Агібалова; у 1956 році — Київський художній інститут, де навчався у Макса Гельмана, Макара Вронського, Олексія Олійника.
Протяном 1954—1964 років працював у художній лабораторії на Київському експериментальному кераміко-художньому заводі. Жив у Києві, в будинку на Русанівській набережній, № 12, квартира № 141. Помер у Києві 17 вересня 2018 року.

## Творчість
Працював в галузі станкової, монументальної та декоративної скульптури, в пластиці малих форм. Серед робіт:
- «Дівчина з гусьми» (1957, порцеляна);
- «Гопак» (1958);
- «Кожум'яка» (1960, порцеляна);
- «Обжинки» (1960, майоліка);
- «Малюк» (1960-ті, порцеляна);
- «Суворовці» (1960-ті);
- «Єдиного сина…» (1964, гіпс);
- «Катерина» (1964, гіпс);
- «Воєнна весна» (1967, гіпс);
- «Заручник» (1967);
- «Шахтарі» (1970, дерево; 1980);
- «Член підпілля Київського міськкому Володимир Кудряшов» (1972);
- «1941 рік» (1975);
- «Ленінська правда» (1970, оргскло);
- «Полювання Ярослава Мудрого» (1982).

меморіальна дошка

Автор меморіальної дошки (граніт, бронза; барельєф) Андрію Шуринку, встановленої 15 січня 1970 року в Києві, на одному з корпусів «Охматдиту» по вулиці Косіора, № 28/1, в якому з 1957 по 1969 рік працював вчений.
Брав участь у республіканських та всесоюзних виставках з 1957 року.